# کبوتر میوه‌خوار خال‌صورتی
کبوتر میوه‌خوار خال‌صورتی با نام علمی Ptilinopus perlatus گونه‌ای پرنده از خانوادهٔ کبوتریان است که در جنگل‌های کوهپایه‌ای گینه نو و جزایر کوچک مجاور آن می‌زید. این پرنده دارای گستردگی فراوانی بوده و معمولاً زیاد دیده می‌شود.

## مشخصات
بیشتر پرهای این پرنده همچون دیگر کبوتران میوه‌خوار به رنگ سبز است. سینه قهوه‌ای‌تر، گلو و پشت گردن خاکستری-سفید و بال‌ها به‌طور منحصربه‌فردی دارای خال‌خال‌های صورتی‌رنگ است. صورت و تاج پرنده معمولاً سبز زیتونی است اما در زیرگونه‌های شمال شرقی آن  این پرها به رنگ خاکستری کم‌رنگند. 